# Rifugio Quinto Alpini

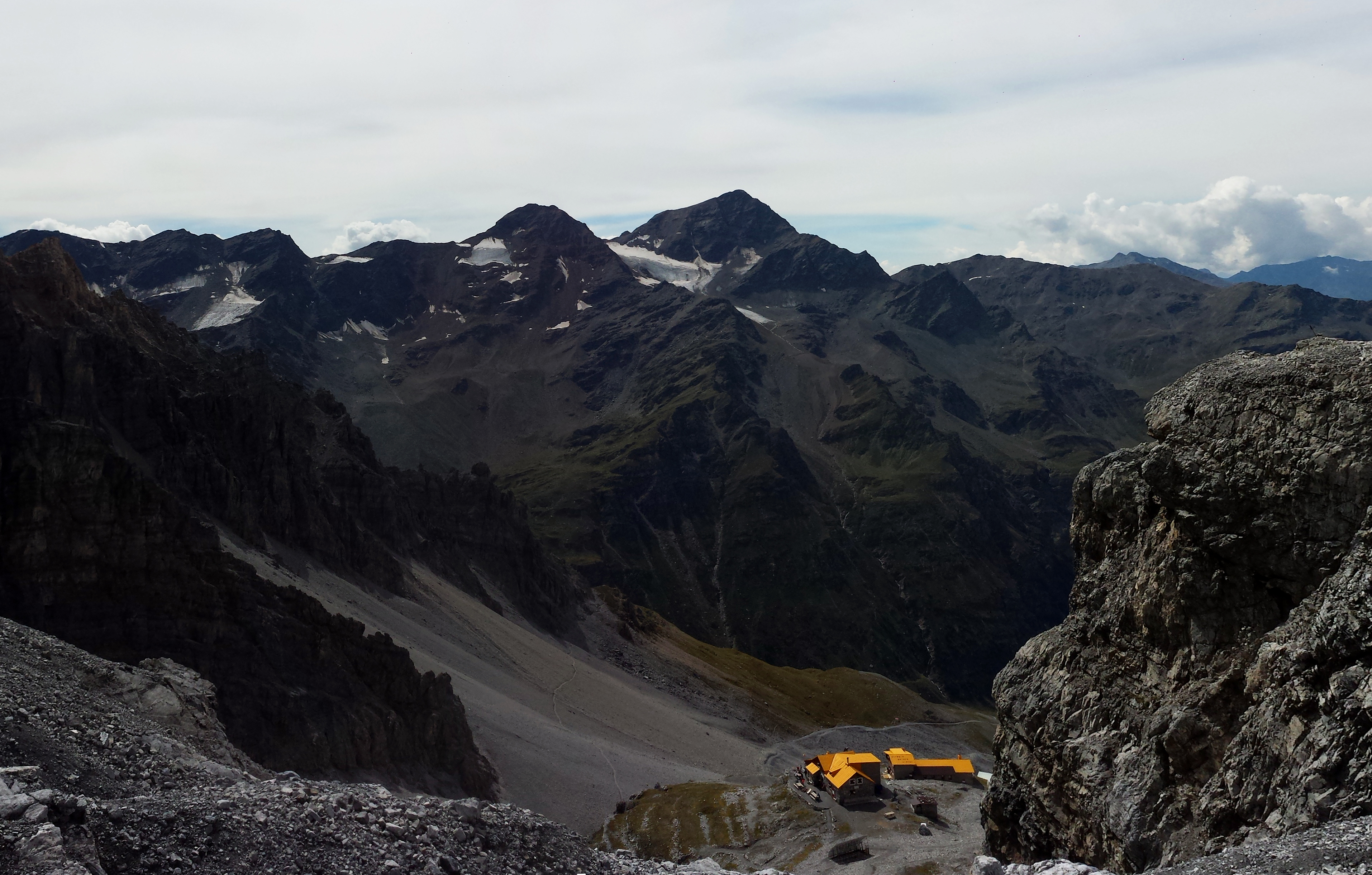
Il rifugio visto dall'alto. Sullo sfondo il Monte Confinale

Il rifugio Quinto Alpini (oppure, con nome più completo rifugio Quinto Reggimento Alpini - Bertarelli) è un rifugio alpino situato su un costone di roccia della Val Zebrù, nel comune di Valfurva (SO) nelle Alpi Retiche, nel cuore del parco nazionale dello Stelvio, a 2.877 m s.l.m..

## Storia
Storico rifugio del CAI di Milano, fu edificato nel 1884 con il nome di Capanna Milano, per permettere le salite al monte Zebrù (3.740 m), alla Thurweiser (3.652 m), al Gran Zebrù (per la via Suldengrat 3.851 m) e all'Ortles (3.906 m).
Fu intitolato a Guido Bertarelli, alpinista e comandante degli alpini durante il primo conflitto mondiale.
Ristrutturato molte volte anche in seguito all'utilizzo delle truppe italiane come avamposto durante la prima guerra mondiale, ora il rifugio offre servizio bar e ristorante e 60 posti in camere da 6 a 12 posti.

## Caratteristiche e informazioni
Il rifugio è di proprietà dalla sezione di Milano del Club Alpino Italiano ed è attualmente gestito (dal 2004) da Michele Bariselli.

## Accessi
il rifugio Quinto Alpini è raggiungibile da:
- Madonna dei Monti, frazione di Valfurva salendo lungo la strada (anche con jeep autorizzate) che dal parcheggio di Niblogo arriva al rifugio in circa 4 ore. Difficoltà: E (escursionistico)
- da Bormio, percorrendo la SS 300 in direzione S. Caterina Valfurva, si giunge a San Nicolò Valfurva, dove seguendo i cartelli indicanti il "Rifugio 5º Alpini" si arriva alla frazione di Niblogo dove si può parcheggiare l'auto, dalla quale a piedi si raggiunge il Quinto Alpini passando per il Rifugio Campo in circa 4 ore (2 ore usufruendo del servizio jeep).
- rifugio Pizzini Frattola passando attraverso il passo Zebrù, 3.010 m, in tre ore. Difficoltà: E (escursionistico)

## Ascensioni
- Monte Zebrù 3.740 m (ore 3,30 PD) attraverso il ghiacciaio dello Zebrù. Ascensione molto varia e adatta anche a gruppi numerosi. Dal rifugio si segue, in tutta la lunghezza, il ghiacciaio dello Zebrù, per arrivare fino al Giogo Alto dove si può trovare riparo nel bivacco Città di Cantù (3535 m). Dal Bivacco puntando verso sud, si risale il pendio glaciale che porta in vetta, attraversando circa a metà il crepaccio terminale.
- Punta Thurwieser 3.652 m (ore 3 – AD). Sicuramente la più interessante tra le vie normali dell'Ortles-Cevedale, di media difficoltà. Si procede verso il canale innevato, lasciandosi alle spalle il ghiacciaio. Salito il canale, una ripida cresta (65º, neve) ci porta all'inizio delle roccette, dove troviamo 4 spit (più qualche fittone) per arrivare in vetta. Possibilità di continuare per l'impegnativa cresta "Backmanngrat" arrivando in 4-5 ore sulla cima Trafojer (3.559 m).
- Gran Zebrù 3.851 m (ore 4,30 – D), per la cresta di Solda " Suldengrat", anch'essa una via classica. Dopo aver attraversato in direzione est il ghiacciaio dello Zebrù e lasciatosi sulla sinistra la Cima della Miniera, si procede per il ripido canale di sfasciumi che ci porta al passo di Solda. Da qui per l'affilata cresta (con passaggi di III e IV grado) su materiale instabile, si procede per due ore a tratti su cresta e tratti su cornici per arrivare in vetta. Discesa per via normale.
- Ortles 3.905 m (ore 5- AD). Itinerario classico che dal bivacco Città di Cantù porta in vetta per la severa cresta "Hochjochgrat". Percorso dalle interessanti difficoltà tecniche, si arriva al Giogo Alto e da qui si attacca la cresta che dapprima è abbastanza semplice (possibilità di affrontarla in conserva) ma che dopo poco inizia a presentare ripidi tratti di arrampicata (fino al IV grado) sia in salita che in discesa, con possibilità di trovare cornici. Discesa per via normale. Sono stati posizionati negli ultimi anni alcuni spit che permettono di proteggersi nei punti più critici.
- Cima della Miniera 3.402 m.

## Traversate
- al rifugio Pizzini Frattola per il sentiero 5º alpini (nº 30) attraverso i passi Zebrù (3.010 m), un panoramico sentiero che in tre ore circa di cammino attraversa tre valli della zona. Il percorso non è particolarmente difficile ed è adatto anche alle famiglie e a gruppi numerosi. Possibilità di concatenamento con rifugio Casati e Branca e Forni. Adatto a escursioni di più giorni (ore 3, escursionistico). Disponibile il tracciato GPS nella sezione dedicata del sito.
- al rifugio Pizzini Frattola per la Cima della Miniera (3.408 m) passando per il col delle Pale Rosse (4 ore, PD). Itinerario alpinistico semplice, si consiglia tutta l'attrezzatura per ghiacciaio e se si vuole maggior sicurezza, l'accompagnamento di una guida alpina. Dirigersi a est sul ghiacciaio dello Zebrù, per attaccare successivamente la Cima della Miniera che prima si affronta su sentiero di sfasciumi e poi con l'aiuto di una corda fissa si giunge alla sommità. Scendere per un sentiero leggermente accennato verso il ghiacciaio della Miniera e fare il col delle Pale Rosse per arrivare ai piedi del Gran Zebrù, in val Cedec. Possibilità di deviare per il rifugio Casati.
- al rifugio Borletti per il passo dell'Ortles (3353 m) (ore 5, D-). Itinerario abbastanza impegnativo su ghiacciaio da valutare in base alle condizioni del ghiacciaio. Particolare attenzione va data alla discesa dal passo dell'Ortes, in caso di scarso innevamento è possibile salire fino al colle della Thurweiser e scendere lungo il costone roccioso sul versante nord.
- al rifugio Livrio per il passo dei Volontari (3.036 m), il passo dei Camosci (3.190 m) e il passo di Tuckett (3354 m) (ore 5, PD-). Itinerario classico anche se da valutare in base alle condizioni di innevamento.